# Episparis
Episparis é um gênero de traça pertencente à família Arctiidae.